# Івківці (заповідне урочище)
І́вківці — заповідне урочище місцевого значення в Україні. Розташоване в межах Прилуцького району Чернігівської області, при східній околиці села Івківці. 
Площа 72 га. Статус присвоєно згідно з рішенням Чернігівського облвиконкому від 27.07.1975 року № 319; від 27.12.1984 року № 454; від 28.08.1989 року № 164. Перебуває у віданні ДП «Прилуцьке лісове господарство» (Ладанське л-во, кв. 129, 130). 
Статус присвоєно для збереження лісового масиву з цінними насадженнями дуба.